# Hautnah: Die Tierklinik
Hautnah: Die Tierklinik ist eine deutsche Fernseh-Dokumentation aus den Kleintierkliniken in Lüneburg und Wasbek, die zwischen September 2016 und März 2018 auf VOX ausgestrahlt wurde. Bei der Klinik in Wasbek handelt es sich um einen Familienbetrieb der Familie Frahm.

## Inhalt
Im Fokus der Dokumentationen stehen die Behandlungen von tierischen Patienten und Notfällen. Hierbei werden die Einsätze im Sprechzimmer gezeigt, wie allgemeine Untersuchungen, Medikamentengabe und Einschreiten in brenzligen Situationen. Auch Operationen werden gezeigt, wie Kreuzbandrisse und Knochenbrüche.
Neben der Behandlung von Tieren müssen die Tierärzte auch den aufgewühlten Haltern beistehen. Zahlreiche Mitarbeiter kümmern sich um das Wohl der Tiere und ihrer Halter.
Der Zuschauer verfolgt das Geschehen über festinstallierte und teilweise auch mobilen Kameras. Die Mitarbeiter kommentieren ihre Einsätze.
Bei den Dreharbeiten in der Tierklinik Lüneburg wurde diese von den prominenten Rote-Rosen-Schauspieler Brigitte Antonius (Johanna Jansen) und Dirk Hartkopf (Werners Früchtchen) mit ihren Tieren aufgesucht.
Die Tierklinik Lüneburg ist alleine in den Staffeln 1 und 4 zu sehen. In den Staffeln 2 und 3 sind auch Einsätze in der Tierklinik Wasbek zu sehen, manchmal auch parallel in den Episoden.

## Produktion
Die Fandango Film hat insgesamt 310 Episoden mit einer Laufzeit von 45 Minuten für VOX produziert.

## Ausstrahlung
Die Erstausstrahlung erfolgte von September 2016 bis März 2018 auf VOX. Ein paar Episoden wurden 2024 werktags wiederholt.
Seit Juni 2022 wird die Doku-Serie samstags auf VOXup wiederholt.